# Xiaomin Huang
Xiaomin Huang (China, 6 de abril de 1970) es una nadadora china retirada especializada en pruebas de estilo braza, donde consiguió ser campeona olímpica en 1988 en los 200 metros.

## Carrera deportiva
En los Juegos Olímpicos de Seúl 1988 ganó la medalla de palta en los 200 metros estilo braza, con un tiempo de 2:27.49 segundos, tras la alemana Silke Hörner (oro con 2:26.71 segundos que fue récord del mundo) y por delante de la búlgara Antoaneta Frenkeva.
Y en el Campeonato Pan-Pacífico de Natación celebrado en Brisbane en 1987 ganó la plata en los 200 metros braza y el bronce en los 100 metros braza.